# Mieczysław Świderski
Mieczysław Marian Świderski (ur. 8 grudnia 1935 w Warszawie, zm. 3 maja 2017 tamże) – polski fotoreporter sportowy.

## Życiorys
Urodził się i mieszkał w Warszawie. Powstanie warszawskie przeżył jako cywil w domu rodzinnym na Podwalu. W  młodości jako zawodnik Legii Warszawa uprawiał piłkę wodną. W latach 1958–1995 związany był jako fotoreporter z „Przeglądem Sportowym”, jednocześnie od 1965, aż do przejścia na emeryturę piastując funkcję kierownika działu fotograficznego tegoż dziennika. Był również korespondentem francuskiej gazety „L’Équipe”. W dorobku miał także liczne ilustracje do publikacji książkowych o tematyce sportowej. Dwukrotnie był laureatem ogólnopolskiego konkursu fotografii sportowej.

## Wybrane odznaczenia
- Krzyż Kawalerski Orderu Odrodzenia Polski (2001)[1]